# Bruno César
Bruno César Zanaki (Santa Bárbara d'Oeste, Brasil, 3 de noviembre de 1988), más conocido como Bruno César, es un exfutbolista brasileño que jugaba como centrocampista.

## Trayectoria
En 2009 desciende con el Clube Santo André.

### Al-Ahli Jeddah
El 21 de enero de 2013 se hizo oficial su marcha al Al-Ahli de la Primera División de Arabia Saudita.

## Clubes
| Club                     | País           | Año       |
| ------------------------ | -------------- | --------- |
| S. C. Ulbra              | Brasil         | 2009      |
| E. C. Noroeste           | Brasil         | 2009      |
| E. C. Santo André        | Brasil         | 2009-2010 |
| S. C. Corinthians        | Brasil         | 2010-2011 |
| S. L. Benfica            | Portugal       | 2011-2013 |
| Al-Ahli                  | Arabia Saudita | 2013-2015 |
| S. E. Palmeiras (cedido) | Brasil         | 2014      |
| G. D. Estoril Praia      | Portugal       | 2015      |
| Sporting de Lisboa       | Portugal       | 2015-2018 |
| C. R. Vasco da Gama      | Brasil         | 2019-2021 |
| F. C. Penafiel (cedido)  | Portugal       | 2020-2021 |
| F. C. Penafiel           | Portugal       | 2021-2022 |
| XV de Piracicaba         | Portugal       | 2023      |

## Palmarés

### Títulos nacionales
| Título                               | Club               | País           | Año  |
| ------------------------------------ | ------------------ | -------------- | ---- |
| Copa de la Liga de Portugal          | S. L. Benfica      | Portugal       | 2012 |
| Copa del Príncipe de la Corona Saudí | Al-Ahli            | Arabia Saudita | 2015 |
| Copa de la Liga de Portugal          | Sporting de Lisboa | Portugal       | 2018 |

### Distinciones individuales
| Distinción                         | Año  |
| ---------------------------------- | ---- |
| Revelación del Campeonato Paulista | 2010 |